# Dorongnyong dosa-wa geurimja jojakdan
Dorongnyong dosa-wa geurimja jojakdan (hangeul: 도롱뇽도사와 그림자 조작단, lett. Il Guru Salamandra e la squadra operativa delle ombre; titolo internazionale Salamander Guru and The Shadows, anche conosciuto come Salamander Guru and the Shadow Operation Team o Salamander Guru and the Gang) è una serie televisiva sudcoreana trasmessa su SBS dal 27 gennaio al 30 marzo 2012.

## Trama
Min-hyuk è stato a contatto con i computer fin da bambino e ha imparato dal padre, un genio del computer malato terminale che gestiva una bisca illegale, tutti i segreti per diventare un perfetto hacker. Dopo la morte del padre, Min-hyuk, adottato da una famiglia residente all'estero, si dedica solo ai computer e sviluppa una fobia sociale; compiuti vent'anni, torna in Corea e inizia a cercare X, la misteriosa persona che ha portato alla morte di suo padre, arrivando alla casa delle predizioni del Guru Salamandra, l'unico a sapere i segreti di X, dove incontra Seon-dal e Won-sam, che lo aiutano a cercare il Guru Salamandra.

## Personaggi

### Personaggi principali
- Min-hyuk, interpretato da Choi Minho
- Kyung-ja, interpretata da Ryu Hyun-kyung
- Won-sam, interpretato da Im Won-hee
- Beom-gyu, interpretato da Lee Byung-joon
- Seon-dal, interpretato da Oh Dal-soo
- Gyu-sun, interpretata da Kim Gyu-sun
- Detective Yoon, interpretato da Yoon Sang-ho

### Cameo
- Kim Shi-hoo, interpretato da Son Hoyoung (episodi 1, 10)
- PalSungPa, interpretato da Ahn Suk-hwan (episodio 2)
- Tae-yeon, interpretata da Taeyeon (episodio 3)
- L, interpretato da L (episodio 3)
- Joker, interpretato da Yong Jun-hyung (episodio 3)
- Hwang Kwanghee (episodio 3)
- Dynamic Duo (episodio 4)
- Lee Tae-min, interpretato da Lee Taemin (episodi 4, 10)
- Lee Tae-eun, interpretata da Naeun (episodio 4)
- Crystal, interpretata da G.NA (episodio 4)
- Soo-yeon, interpretata da Hyoseong (episodio 4)
- Leeteuk (episodio 4)
- Key (episodio 4)
- Shi-ra, interpretata da Lee Joo-yeon (episodio 5)
- Ji-hoon, interpretato da Alex Chu (episodio 5)
- Hyun-woo, interpretato da Lee Hyun-woo (episodio 5)
- IU, interpretata da IU (episodio 6)
- Tiger, interpretato da Tiger JK (episodio 6)
- Cliente, interpretata da Lee Se-eun (episodio 7)
- Seung-yeon, interpretata da Han Seung-yeon (episodio 8)
- Ji-min, interpretata da Kim Eun-jung (episodio 8)
- Im Soo-min, interpretata da Im Soo-hyang (episodio 8)
- Myung-shik, interpretato da GO (episodio 8)
- Chan-woo, interpretato da Han Ji-hoo (episodio 8)

## Ascolti
| Episodio | Data di trasmissione | Dati TNMS (a livello nazionale) |
| -------- | -------------------- | ------------------------------- |
| 1        | 27 gennaio 2012      | 5,1%                            |
| 2        | 3 febbraio 2012      | 5,1%                            |
| 3        | 10 febbraio 2012     | 4,2%                            |
| 4        | 17 febbraio 2012     | 4,8%                            |
| 5        | 24 febbraio 2012     | ?                               |
| 6        | 2 marzo 2012         | 4,6%                            |
| 7        | 9 marzo 2012         | 3,9%                            |
| 8        | 16 marzo 2012        | 4,5%                            |
| 9        | 23 marzo 2012        | 3,7%                            |
| 10       | 30 marzo 2012        | 3,1%                            |

## Colonna sonora
1. Notebook – 8Eight
2. I  Love You (사랑한다) – Sunny Hill[3]
3. Waiting (기다린다) – Jo Hyun-ah